# Aglais thibetana
Aglais thibetana är en fjärilsart som beskrevs av Jules Leon Austaut 1898. Aglais thibetana ingår i släktet Aglais och familjen praktfjärilar. Inga underarter finns listade i Catalogue of Life.